# Bolshearslangulovo
Bolshearslangulovo ( em russo:  Большеарслангулово) É uma localidade rural (a selo ) em Abishevsky Selsoviet, Khaybullinsky District, Bashkortostan, Rússia. A população era de 136 em 2010.  Existem 2 ruas. 

## Geografia
Está localizado 64 km de Akyar, 8 km de Bolsheabishevo. 